# 広告電通賞
広告電通賞（こうこくでんつうしょう）は、優れた広告企画や広告表現技術を示した広告主を表彰する、日本の広告賞である。1947年に電通が創設した賞であるが、取り扱った広告代理店・制作会社を問わずすべての広告主が応募対象となる。

## 歴史
電通では1930年より、同社創業30周年事業として新聞広告奨励賞を実施していたが、1942年より中断していた。これを、広告媒体を新聞・雑誌に広げるかたちで、1947年12月に広告電通賞を創設。翌年の、電通の創立記念日に当たる7月1日に第1回授賞式が行われた。第1回の電通賞は松下電器産業の「ナショナルパーソナルラジオ」、広告賞は「野村證券（『千円使っても千円残る』のキャッチコピー）」と、ハリキン興業の「ループ香水」であった。対象となる広告媒体は、1952年より屋外広告・ポスター・ラジオCM、1954年よりテレビCM、1955年よりPOP広告・ダイレクトメール、1965年より映画広告が加わった。その後もインターネットの普及などで随時改訂が行われている。1953年に、グランプリに相当する「総合広告電通賞」と、作家賞を新設。1956年11月からは、渋沢敬三を会長とする広告電通賞審議会を新設し、選考・審議・表彰の事業を引き継いだ。

## 種目・部門
賞では、媒体ごとに新聞・雑誌・ラジオ・テレビ・OOHメディア（交通広告・屋外広告）・デジタルメディア・アクティベーションプランニング（第68回まではプロモーション広告）・イノベーティブアプローチの8つの種目と、種目内に複数の部門を設けている。新聞広告の種目を例にとると、商品部門、サービス部門、教育・文化・娯楽部門、企業・公共部門Ⅰ、企業・公共部門II（段数により区分）、シリーズ部門、新聞企画部門の7部門それぞれに「最優秀賞」・「優秀賞」が選定され、部門の最優秀賞のうち1点が、種目ごとの1位に当たる「広告電通賞」に選抜される。各種目いずれかで広告電通賞を受賞し、かつその他の広告活動で顕著な実績を上げた広告主には「総合賞」が贈られる。各受賞作品は、東京・汐留の電通本社ビルにあるアド・ミュージアム東京で、期間限定で展示される。

## 受賞
第6回以降は総合賞の受賞企業を記載
- 第1回（1948年度） - 広告電通賞 松下電器産業「ナショナルパーソナルラジオ」[5]
- 第2回（1949年度） - 広告電通賞 丸見屋「ミツワクリーム」
- 第3回（1950年度） - 広告電通賞 松下電器産業「ナショナルアイロン」
- 第4回（1951年度） - 広告電通賞 銚子醤油「ヒゲタ醤油」
- 第5回（1952年度） - 新聞広告電通賞 森永製菓「森永ミルクキャラメル」
- 第6回（1953年度） - 森永製菓
- 第7回（1954年度） - 松下電器産業
- 第8回（1955年度） - ライオン歯磨
- 第9回（1956年度） - 三共
- 第10回（1957年度） - 松下電器産業
- 第11回（1958年度） - 日本ビクター
- 第12回（1959年度） - 壽屋
- 第13回（1960年度） - 松下電器産業
- 第14回（1961年度） - 東京芝浦電気・東芝商事
- 第15回（1962年度） - 壽屋
- 第16回（1963年度） - 松下電器産業
- 第17回（1964年度） - 松下電器産業
- 第18回（1965年度） - トヨタ自動車工業・トヨタ自動車販売
- 第19回（1966年度） - サントリー
- 第20回（1967年度） - サントリー
- 第21回（1968年度） - サントリー
- 第22回（1969年度） - サントリー
- 第23回（1970年度） - 資生堂
- 第24回（1971年度） - サントリー
- 第25回（1972年度） - 松下電器産業
- 第26回（1973年度） - サントリー
- 第27回（1974年度） - サントリー
- 第28回（1975年度） - 松下電器産業
- 第29回（1976年度） - 松下電器産業
- 第30回（1977年度） - 松下電器産業
- 第31回（1978年度） - 松下電器産業
- 第32回（1979年度） - サントリー
- 第33回（1980年度） - サントリー
- 第34回（1981年度） - サントリー
- 第35回（1982年度） - 松下電器産業
- 第36回（1983年度） - サントリー
- 第37回（1984年度） - 松下電器産業
- 第38回（1985年度） - 松下電器産業
- 第39回（1986年度） - 松下電器産業
- 第40回（1987年度） - 松下電器産業
- 第41回（1988年度） - 松下電器産業
- 第42回（1989年度） - 松下電器産業
- 第43回（1990年度） - 松下電器産業
- 第44回（1991年度） - 松下電器産業
- 第45回（1992年度） - 松下電器産業
- 第46回（1993年度） - 東芝
- 第47回（1994年度） - 松下電器産業
- 第48回（1995年度） - 松下電器産業
- 第49回（1996年度） - 松下電器産業
- 第50回（1997年度） - 松下電器産業
- 第51回（1998年度） - サントリー
- 第52回（1999年度） - サントリー
- 第53回（2000年度） - サントリー
- 第54回（2001年度） - 松下電器産業
- 第55回（2002年度） - 松下電器産業
- 第56回（2003年度） - 松下電器産業[6]
- 第57回（2004年度） - サントリー[7]
- 第58回（2005年度） - 松下電器産業[8]
- 第59回（2006年度） - パナソニック[9]
- 第60回（2007年度） - サントリー[10]
- 第61回（2008年度） - パナソニック[11]
- 第62回（2009年度） - サントリーホールディングス[12]
- 第63回（2010年度） - サントリーホールディングス
- 第64回（2011年度） - サントリーホールディングス
- 第65回（2012年度） - 東芝
- 第66回（2013年度） - サントリーホールディングス
- 第67回（2014年度） - 味の素
- 第68回（2015年度） - パナソニック
- 第69回（2016年度） - 大塚製薬
- 第70回（2017年度） - 大塚製薬
- 第71回（2018年度） - NTTドコモ[13]
- 第72回（2019年度） - パナソニック・福島民報社
- 第73回（2020年度） - サントリーホールディングス
- 第74回（2021年度） - サントリーホールディングス
- 第75回（2022年度） - サントリーホールディングス
- 第76回（2023年度） - 静岡市
- 第77回（2024年度） - サントリーホールディングス
- 第78回（2025年度） - サントリーホールディングス